# 1. SC Essen
Der 1. Snookerclub Essen e. V., kurz: 1. SC Essen, ist ein Snookerverein aus Essen. Der 1991 gegründete Verein spielte mehrere Jahre in der 1. Bundesliga und wurde 2001 deutscher Vizemeister.

## Geschichte
| Platzierungen (seit 1998) | Platzierungen (seit 1998) | Platzierungen (seit 1998) |
| Saison                    | Liga (Spielklasse)        | Platz                     |
| ------------------------- | ------------------------- | ------------------------- |
| 1998/99                   | 2. Bundesliga Nord (2)    | 1                         |
| 1999/2000                 | 1. Bundesliga (1)         | 3                         |
| 2000/01                   | 1. Bundesliga (1)         | 2                         |
| 2001/02                   | 1. Bundesliga (1)         | 5                         |
| 2002/03                   | Oberliga Westfalen (3)    | 1                         |
| 2003/04                   | 2. Bundesliga Nord        | 1                         |
| 2004/05                   | 1. Bundesliga (1)         | 5                         |
| 2005/06                   | 1. Bundesliga (1)         | 3                         |
| 2006/07                   | 1. Bundesliga (1)         | 5                         |
| 2007/08                   | 1. Bundesliga (1)         | 7                         |
| 2008/09                   | 2. Bundesliga Süd (2)     | 5                         |
| 2009/10                   | Oberliga Westfalen (3)    | 4                         |
| 2010/11                   | Oberliga Westfalen (3)    | 2                         |
| 2011/12                   | Oberliga Westfalen (3)    | 6                         |
| 2012/13                   | –                         |                           |
| 2013/14                   | Landesliga NRW (5)        | 1                         |
| 2014/15                   | Verbandsliga NRW (4)      | 2                         |
| 2015/16                   | Oberliga NRW (3)          | 8                         |
| 2016/17                   | Verbandsliga NRW (4)      | 3                         |
| 2017/18                   | Oberliga NRW (3)          | 5                         |
| 2018/19                   | Oberliga NRW (3)          | 8                         |
| 2019/20                   | Verbandsliga NRW (4)      | 6                         |
| 2020/21                   | Verbandsliga NRW (4)      | –                         |
| 2021/22                   | Verbandsliga NRW (4)      | 1                         |
| 2022/23                   | Oberliga NRW (3)          |                           |

Der 1. SC Essen wurde im Dezember 1991 gegründet. 1999 stieg er als Zweitligameister in die 1. Bundesliga auf und wurde anschließend Dritter. In der Saison 2000/01 wurde die Mannschaft deutscher Vizemeister.
Nachdem man in der darauffolgenden Saison Fünfter geworden war, meldete der Verein die Bundesligamannschaft aufgrund struktureller Probleme ab. Anschließend gelang es, aus der Oberliga in die 2. Bundesliga aufzusteigen und 2004 in die 1. Bundesliga zurückzukehren. Nach weiteren vier Jahren in dieser Liga, in denen man unter anderem 2006 Dritter geworden war, stieg der Verein 2008 als Siebter erstmals sportlich aus der ersten Liga ab.
Kurz danach zog der Verein mit dem Billardcafé Snookers aus der Innenstadt zur Haedenkampstraße. Bei diesem Umzug trennte sich ein Teil der Mitglieder ab und gründete einen eigenen Verein, den SC 147 Essen. Anschließend stieg der 1. SC Essen bis in die Oberliga ab, bevor er in der Saison 2012/13 aufgrund von Umstrukturierungen bei der DBU für eine Saison nicht mehr am Ligaspielbetrieb teilnahm.
Seit der Saison 2013/14 ist der 1. SC Essen wieder mit einer Mannschaft vertreten und holte sich in dieser Saison mit 14 Siegen in 16 Spielen und 14 Punkten Vorsprung vor dem zweitplatzierten BC Oberhausen den Meistertitel in der Landesliga. In der Saison 2014/15 erreichte man in der Verbandsliga den zweiten Platz und stieg damit in die Oberliga auf. 2016 folgte der Abstieg in die Verbandsliga und 2017 die Rückkehr in die Oberliga. Nach fast 26 Jahren im Billardlokal Snookers zog der 1. Snookerclub Essen im Sommer 2017 in ein eigenes Vereinsheim.
Zwei Spielzeiten trat man in der Oberliga an, bevor man 2019 erneut in die Verbandsliga abstieg. Nachdem die Saison 2019/20 aufgrund der COVID-19-Pandemie abgebrochen und die Spielzeit 2020/21 annulliert worden war, erreichte die Mannschaft in der Verbandsliga 2021/22 mit nur einer Niederlage und fünf Punkten Vorsprung auf die zweite Mannschaft des SC 147 Essen den ersten Platz und kehrte damit nach drei Jahren in die Oberliga zurück.

## Zweite Mannschaft
| Platzierungen (seit 1998) | Platzierungen (seit 1998) | Platzierungen (seit 1998) |
| Saison                    | Liga (Spielklasse)        | Platz                     |
| ------------------------- | ------------------------- | ------------------------- |
| 1998/99                   | Westfalenliga (3)         | 4                         |
| 1999/2000                 | 2. Bundesliga Nord (2)    | 2                         |
| 2000/01                   | 2. Bundesliga Nord (2)    | 7                         |
| 2001/02                   | Oberliga (3)              | 5                         |
| 2002/03                   | Oberliga Westfalen (3)    | 5                         |
| 2003/04                   | nicht bekannt             |                           |
| 2004/05                   | Oberliga Westfalen (3)    | 2                         |
| 2005/06                   | nicht bekannt             |                           |
| 2006/07                   | nicht bekannt             |                           |
| 2007/08                   | nicht bekannt             |                           |
| 2008/09                   | nicht bekannt             |                           |
| 2009/10                   | –                         |                           |
| 2010/11                   | –                         |                           |
| 2011/12                   | –                         |                           |
| 2012/13                   | –                         |                           |
| 2013/14                   | –                         |                           |
| 2014/15                   | –                         |                           |
| 2015/16                   | Landesliga NRW B (5)      | 5                         |
| 2016/17                   | Landesliga NRW B (5)      | 9                         |
| 2017/18                   | Landesliga NRW B (5)      | 6                         |
| 2018/19                   | Landesliga NRW A (5)      | 2                         |
| 2019/20                   | Landesliga NRW A (5)      | 6                         |
| 2020/21                   | Landesliga NRW A (5)      | –                         |
| 2021/22                   | Verbandsliga NRW (4)      | 6                         |
| 2022/23                   | Landesliga NRW A (5)      |                           |

Die zweite Mannschaft des 1. SC Essen stieg 1999 aus der Westfalenliga in die 2. Bundesliga auf. In der zweiten Liga wurde man in der Saison 1999/2000 mit zwei Punkten Rückstand auf den SCD Duisburg Vizemeister, bevor in der Spielzeit 2000/01 mit dem siebten Platz der Abstieg in die Oberliga folgte. In der Oberliga belegte das Team 2002 und 2003 den fünften Platz und 2005 den zweiten Rang.
Nachdem der Verein einige Jahre keine zweite Mannschaft gemeldet hatte, trat das Team ab der Saison 2015/16 in der fünftklassigen Landesliga an. Hier belegte man zumeist hintere Plätze, lediglich 2019 erreichte man den zweiten Platz. Nach den durch die COVID-19-Pandemie verursachten Unterbrechungen des Spielbetriebs – die Saison 2019/20 war abgebrochen und die Saison 2020/21 annulliert worden – trat die Mannschaft in der Spielzeit 2021/22 in der viertklassigen Verbandsliga an und stieg als Sechstplatzierter in die Landesliga ab.

## Aktuelle und ehemalige Spieler
(Auswahl)
- Andreas Broede
- Dennis Driest
- Markus Freitag
- Kai Garbang
- Philipp Gaux
- Volker Grigo
- Michael Grolla
- Stefanie Harms[23]
- Thomas Hein[21]
- Kurt Henn
- Dieter Johns[21]
- Andreas Kaiser
- Lukas Kleckers[23]
- Michael Klümpen
- Louis Koch
- Torben Koehler
- Julian Maschmeier
- Miro Popovic[21]
- Alfred Scharf
- Wolfgang Scheder
- Maik Schmidt
- Pia Schröder
- Lukas Schürhoff
- Kurt Stock[21]
- Ismail Türker
- Xuzhao Wei